# Batono
Batono est une localité située dans le département de Samba de la province du Passoré dans la région Nord au Burkina Faso.

## Géographie
Batono se trouve à 4 km à l'ouest de Toéssin (et de la route nationale 13) et à 7 km au nord-ouest du centre de Samba, le chef-lieu du département, ainsi qu'à environ 35 km au sud de Yako.

## Santé et éducation
Le centre de soins le plus proche de Batono est le centre de santé et de promotion sociale (CSPS) de Toéssin tandis que le centre médical avec antenne chirurgicale (CMA) de la province se trouve à Yako.
Batono possède une école primaire publique.